# Malabári szalangána
A malabári szalangána (Aerodramus unicolor) a madarak (Aves) osztályának sarlósfecske-alakúak (Apodiformes) rendjébe, ezen belül a  sarlósfecskefélék (Apodidae) családjába tartozó faj.

## Rendszerezése
A fajt Thomas C. Jerdon angol zoológus írta le 1840-ban, a Hirundo nembe Hirundo unicolor néven. Sorolták a Collocalia nembe Collocalia unicolor néven is.

## Előfordulása
Dél-Ázsiában, India délnyugati részén és Srí Lanka területén honos. Természetes élőhelyei a szubtrópusi és trópusi síkvidéki és hegyi esőerdők, valamint cserjések és barlangok. Állandó, nem vonuló faj.

## Megjelenése
Testhossza 12 centiméter.

## Életmódja
Rovarokkal táplálkozik.

## Természetvédelmi helyzete
Az elterjedési területe elég nagy, egyedszáma viszont csökkenő, de még nem éri el a kritikus szintet. A Természetvédelmi Világszövetség Vörös listáján nem fenyegetett fajként szerepel.